# Kira Weidle
Kira Marie Weidle-Winkelmann (Stuttgart, 24 de febrero de 1996) es una deportista alemana que compite en esquí alpino.
Ganó una medalla de plata en el Campeonato Mundial de Esquí Alpino de 2021, en la prueba de descenso. En la Copa del Mundo consiguió seis podios en total.
Participó en dos Juegos Olímpicos de Invierno, en los años 2018 y 2022, ocupando el cuarto lugar en Pekín 2022, en la prueba de descenso.

## Palmarés internacional
| Campeonato Mundial | Campeonato Mundial         | Campeonato Mundial | Campeonato Mundial |
| Año                | Lugar                      | Medalla            | Prueba             |
| ------------------ | -------------------------- | ------------------ | ------------------ |
| 2021               | Cortina d'Ampezzo (Italia) | Medalla de plata   | Descenso           |